# Ibrahim Jeilan
Ibrahim Jeilan (ur. 12 czerwca 1989) – etiopski lekkoatleta specjalizujący się w biegach długich. 
Karierę międzynarodową rozpoczynał od zdobycie w 2005 roku tytuł wicemistrza świata juniorów młodszych w biegu na 3000 metrów. W kolejnym sezonie został najlepszym juniorem na świecie w biegu na 10 000 metrów, a w Fukuoce drużyna juniorów z Jeilanem w składzie zdobyła srebrny medal mistrzostw globu w biegu na przełaj. Duże sukcesy odnosił w sezonie 2008 kiedy zdobył w rywalizacji juniorów dwa medale przełajowego czempionatu, a w biegu na 10 000 m został wicemistrzem Afryki oraz wywalczył brąz mistrzostw świata juniorów. W 2011 został mistrzem świata w biegu na 10 000 metrów oraz wygrał bieg na tym dystansie w czasie igrzysk afrykańskich. Dwa lata później sięgnął po srebro światowego czempionatu w Moskwie.
Rekord życiowy w biegu na 10 000 metrów: 26:58,75 (27 maja 2016, Eugene).

## Osiągnięcia
| Rok  | Impreza                                 | Miejsce     | Konkurencja      | Lokata     | Wynik    |
| ---- | --------------------------------------- | ----------- | ---------------- | ---------- | -------- |
| 2005 | Mistrzostwa świata juniorów młodszych   | Marrakesz   | bieg na 3000 m   | 2. miejsce | 8:04,21  |
| 2006 | Mistrzostwa świata w biegach na przełaj | Fukuoka     | bieg juniorów    | 5. miejsce | 24:04    |
| 2006 | Mistrzostwa świata w biegach na przełaj | Fukuoka     | drużyna juniorów | 2. miejsce |          |
| 2006 | Mistrzostwa świata juniorów             | Pekin       | bieg na 10 000 m | 1. miejsce | 28:53,29 |
| 2008 | Mistrzostwa świata w biegach na przełaj | Edynburg    | bieg juniorów    | 1. miejsce | 22:38    |
| 2008 | Mistrzostwa świata w biegach na przełaj | Edynburg    | drużyna juniorów | 1. miejsce |          |
| 2008 | Mistrzostwa Afryki                      | Addis Abeba | bieg na 10 000 m | 2. miejsce | 28:30,66 |
| 2008 | Mistrzostwa świata juniorów             | Bydgoszcz   | bieg na 10 000 m | 3. miejsce | 28:07,98 |
| 2011 | Mistrzostwa świata                      | Daegu       | bieg na 10 000 m | 1. miejsce | 27:13,81 |
| 2011 | Igrzyska afrykańskie                    | Maputo      | bieg na 10 000 m | 1. miejsce | 28:18,22 |
| 2013 | Mistrzostwa świata                      | Moskwa      | bieg na 10 000 m | 2. miejsce | 27:22,23 |
| 2017 | Mistrzostwa świata w biegach na przełaj | Kampala     | bieg seniorów    | 8. miejsce | 29:07    |
| 2017 | Mistrzostwa świata w biegach na przełaj | Kampala     | drużyna seniorów | 1. miejsce |          |